# Deconstruction Records
DeConstruction (officiële schrijfwijze: deConstruction, dus met een kleine d) is een Brits platenlabel en een van de eerste Britse labels dat de housescene voortbracht. Het label bracht platen uit van Way Out West, Kylie Minogue, Sasha en Deep Dish. Het label werd in 2000 door eigenaar Sony BMG opgeheven maar werd in 2009 weer tot leven gewekt. 

## Geschiedenis
DeConstruction werd in 1986 opgericht door Pete Hadfield en Keith Blackhurst. Aanvankelijk werd het label gestart als label voor kwaliteitspop. De eerste plaat was Don't Come To Stay (1986) van r&b-groep Hot!House, dat een bescheiden hitje werd in de UK. In 1987 kwam Mike Pickering het label versterken als A&R-manager en verschoof de focus naar housemuziek. Het nummer Cariño (1987) van T-Coy (een productie van Pickering) werd de eerste houseplaat van het label. In 1989 woerd het nummer Ride On Time van de Italiaanse groep Black Box de doorbraak voor het label. De groep bracht meerder hits uit op het label. Niet lang daarna evenaarde Guru Josh dat succes met Infinity (1990). Het bleef daar niet bij. Ook K-Klass - Rhythm is a mystery (1991), Bassheads - Is there anybody out there (1991), Felix Don't you want me (1992) en U.S.U.R.A. - Open your mind (1992) waren allen hits. Ook M People, de groep van Mike Pickering zelf, is een leverancier van meerdere hits. Van deze groepen verschenen in 1993 ook albums op het label.
De nodige aandacht van de media was er toen in 1994 Kylie Minogue tekende bij het label. Haar album Kylie Minogue (1994) verscheen er en de single Confide in me werd een grote hit. Na het minder succesvolle Impossible Princess (1997) werd de samenwerking beëindigd. Andere grote acts die halverwege de jaren negentig op het label doorbreken zijn Way Out West en Dave Clarke. Markant waren ook de hits Children (1996) van Robert Miles en de cross-overhit Ready to go (1997) van Republica. DeConstruction probeerde mee te liften op de populariteit van de britpop met bands als ABC en Northern Uproar. In de late jaren negentig zorgde DeConstruction voor de doorbraak van Deep Dish, Beth Orton en Death in Vegas. Sasha bracht er zijn hits XPander (1999) en Scorchio (2000) uit. 
In 2000 trok Sony BMG, die sinds 1993 eigenaar was van het label, de stekker uit deConstruction. In 2009 werd het label echter weer opnieuw opgestart om oude platen opnieuw uit te kunnen brengen. Ook werden er nieuwe platen uitgebracht van artiesten. Zo bracht Beth Ditto haar ep uit, waarvan I wrote the book een hit werd. Ook Calvin Harris bracht een reeks hits uit op het label. 

## Artiesten die werk uitbrachten op deConstruction
- Black Box
- Guru Josh
- N-Joi
- K-Klass
- M People
- Transglobal Underground
- Danny Rampling
- Lionrock
- Evolution
- Sasha
- Joey Negro
- Kylie Minogue
- The Grid
- Tilt

- Way Out West
- Chicane
- Dave Clarke
- Robert Miles
- Dreem Teem
- Maria Nayler
- Beth Orton
- Republica
- Norman Cook
- Deep Dish
- Death in Vegas
- Beth Ditto
- Calvin Harris

## Bekende platen van deConstruction

### Singles
- T-Coy - Cariño (1987)
- Black Box - Ride On Time (1989)
- Black Box - Everybody, Everybody (1990)
- Guru Josh - Infinity (1990)
- N-Joi - Anthem (1990)
- K-Klass - Rhythm is a mystery (1991)
- Transglobal underground - Templehead (1991)
- M People - How can I love you more? (1991)
- Bassheads - Is there anybody out there? (1991)
- Felix - Don't your want me (1992)
- Felix - It will make me crazy (1992)
- U.S.U.R.A. - Open your mind (1992)
- Lionrock - Packet of Peace (1993)
- M People - Moving on up (1993)
- Kylie Minogue - Confide in me (1994)
- The Grid - Swamp Thing (1994)
- Way Out West - Ajare (1994)

- The Grid - Rollercoaster (1994)
- Dave Clarke - Red 3
- N-Joi - Bad Things (1995)
- Robert Miles - Children (1996)
- Robert Miles ft. Maria Nayler - One and one (1996)
- Republica - Ready To Go (1997)
- Dreem Teem - The team (1997)
- Lionrock – An Instinct For Detection (1997)
- Kylie Minogue - Breathe (1997)
- Deep Dish & Everything But The Girl - The Future of the Future (Stay Gold) (1998)
- Sasha - XPander (1999)
- Sasha & Darren Emerson 2000 - Scorchio (2000)
- Beth Ditto - EP (2011)
- Calvin Harris ft. Kelis - Bounce (2011)
- Calvin Harris - Feel So Close (2011)
- Calvin Harris - Blame (2014)

### Albums
- Black Box - Dreamland (1990)
- M People - Elegant Slumming (1993)
- K-Klass - Universal (1993)
- Felix - #1 (1993)
- Bassheads - C.O.D.E.S. (1993)
- Sasha - The Qat Collection (1994)
- Kylie Minogue - Kylie Minogue (1994)
- N-Joi - Inside out (1995)
- M People - Bizarre fruit (1995)
- Dave Clarke - Archive One (1996)
- Robert Miles - Dreamland (1996)
- Secret Knowledge – So Hard (1996)
- Northern Uproar – Northern Uproar (1996)
- Republica - Republica (1996)
- Beth Orton - Trailer park (1996)

- ABC - Skyscraping (1997)
- Way Out West - Way Out West (1997)
- Death In Vegas - Dead Elvis (1997)
- Sylvia Powell – Revue (1997)
- Robert Miles - 23am (1997)
- Kylie Minogue - Impossible Princess (1997)
- Espiritu - Another Life (1997)
- Lionrock - City Delirious (1998)
- Deep Dish - Junk Science (1998)
- Republica - Speed ballads (1998)
- Dub Pistols - Point Blank (1998)
- Beth Orton - Central Reservation (1999)
- Death In Vegas - The Contino Sessions (1999)
- Calvin Harris - 18 Months (2011)